# 长漾
长漾是一个位于中国江苏省苏州市吴江区的湖泊，面积约为6.8平方千米，平均水深约为2.5米，蓄水量约为1700万立方米。长漾是吴江市最长的湖泊，长约9千米，东接平望运河，西到震泽塘河，是当地重要的水产养殖基地。